# Oostbuurtse Polder
De Oostbuurtse Polder is een polder en een voormalig waterschap in de gemeente Alphen aan den Rijn (voorheen gemeente Rijnwoude, daarvoor Hazerswoude) in de Nederlandse provincie Zuid-Holland.
Het waterschap was verantwoordelijk voor de vervening, drooglegging en later de waterhuishouding in de polder.
Het waterschap ging in 1969 op in waterschap de Geer- en Buurtpolder met de zuidelijk gesitueerde Oost- en Westgeerpolder.